# Nada es igual
Albums de Luis Miguel
El concierto
(1994) Romances
(1997)
Singles
Nada es igual (français : Rien n'est pareil) est le onzième album studio de l'artiste mexicain Luis Miguel. Il a été publié par WEA Latina le 20 août 1996. L'album a un style musical similaire à son précédent album pop, Aries (1993) sur lequel Miguel interprète des ballades et des morceaux R&B. L'enregistrement a eu lieu dans les studios Record Plant, à Los Angeles, en Californie, en février 1996, la production étant assurée par Miguel et son associée de longue date Kiko Cibrian. L'écriture des chansons a été assistée par Cibrian, Rudy Pérez (en) et Alejandro Lerner (en). L'album a été promu par trois singles : Dame, Cómo Es Posible Que a Mi Lado, et Que Tú Te Vas ; le premier est devenu le single le plus réussi, se classant respectivement numéro deux et numéro un au palmarès des Billboard Hot Latin Songs et Latin Pop Songs. Pour promouvoir davantage l'enregistrement, Miguel a lancé le Tour America 1996 (en) où il s'est produit dans plusieurs pays d'Amérique du Sud.
À sa sortie, Nada es igual a reçu des appréciations défavorables de la part des critiques musicaux. Si le chant de Miguel et la production de l'album ont été salués, l'album a été fortement critiqué pour être trop similaire à ses précédents enregistrements pop. Miguel a reçu plusieurs récompenses pour ce disque, dont une nomination aux Grammy pour la meilleure performance pop latine. Il a atteint la première place du hitparade en Argentine et du Billboard Top Latin Albums aux États-Unis, tout en recevant des certifications multi-platine et or de la Chambre argentine des producteurs de phonogrammes et de vidéogrammes (CAPIF) et de l'Association de l'industrie du disque d'Amérique (RIAA), respectivement. Il a également atteint le numéro deux en Espagne et y a été certifiée double platine par les Productores de Música de España (PROMUSICAE). En 2002, l'album s'est vendu à plus de 1,3 million d'exemplaires dans le monde.

## Contexte
En 1994, Miguel a sorti son dixième album studio, Segundo romance. Il fait suite à son album Romance de 1991 qui contient une collection de boléros classiques et de standards latino-américains. Romance et Segundo Romance ont tous deux reçu une certification platine de la Recording Industry Association of America (RIAA) aux États-Unis. Ils ont également connu le succès dans des pays en dehors de l'Amérique latine et des États-Unis, comme la Finlande et l'Arabie Saoudite, avec plus de douze millions d'exemplaires vendus ensemble,,. Un an après la sortie de Segundo Romance, Warner Music a publié l'album et la vidéo live El Concierto, une compilation des performances de Miguel à l'Auditorium national de Mexico et de son concert au stade José Amalfitani de Buenos Aires pendant sa tournée Segundo Romance.
Nada es igual est un album qui se démarque des autres à thème romantique. Il s'agit de son premier album pop enregistré depuis Aries en 1993, qu'Achy Obejas du Chicago Tribune a décrit comme « un mélange pop éclectique qui s'est trop efforcé d'être nerveux, tout en poursuivant le remodelage de l'image de Luis Miguel ». L'album a été annoncé par la maison de disques de Miguel, Warner Music Mexico, le jour même où son premier single Dame a été révélé, le 12 juillet 1996. L'album a été produit par Miguel et son associée de longue date Kiko Cibrian (qui a également coproduit ses trois précédents albums) et enregistré à la Record Plant de Los Angeles, en Californie,. Warner Music a également confirmé que Cibrian, Alejandro Lerner, Manuel Alejandro et Rudy Pérez participeraient aux compositions du disque. Miguel et Cibrian ont passé au total plus de 100 heures en février 1996 à enregistrer en studio.

## Composition
Nada es igual est un album qui se compose de chansons pop rythmées « jazzy, cuivrées, à la Al Jarreau » et de ballades puissantes,. Parmi ses morceaux rythmés, on trouve Si Te Vas et Todo Por Su Amor qui utilisent des cors et Cómo Es Posible Que a Mi Lado qui intègre de la musique house. Dame est un R&B-lite avec des influences hip-hop,. Le critique musical du Los Angeles Times, Enrique Lopetegui, a écrit que l'album est « essentiellement une continuation du terrain de prédilection du chanteur — ... des ballades qui font fondre les femmes ». Le premier morceau de l'album, Si Te Vas, est une chanson sur le narrateur qui aspire à rester avec son amour : (« Chaque matin au réveil, je sens l'anxiété dans mon âme, je veux écouter ta voix, je veux sentir tes baisers »). Les ballades de l'album sont Que Tú Te Vas, Abrázame, Un Día Más et la chanson titre. Pour les arrangements des ballades, Miguel a reçu l'aide de l'orchestre philharmonique de Los Angeles. L'album contient également la chanson Sueña, la version en espagnol de Someday d'All-4-One, tirée du film Le Bossu de Notre-Dame. Il est sorti en single pour l'édition latino-américaine de la bande originale du film et a atteint la troisième place du classement Billboard Hot Latin Songs et la première place du hitparade Latin Pop Songs.

## Singles et  promotion
Le 15 juillet 1996, Dame est le premier single de l'album. Il a atteint la deuxième place du classement des Hot Latin Songs et la première place du classement des Latin Pop Songs, devenant sa cinquième chanson numéro un dans ce dernier. Le clip musical de Dame a été tourné dans le désert des Mojaves les 29 et 30 juin et réalisé par Marcus Nispel. Cómo Es Posible Que a Mi Lado est sorti en 1996 en tant que deuxième single de l'album avec un vidéoclip d'accompagnement. Il a atteint la dixième et la sixième place des hit-parades Hot Latin Songs et Latin Pop Songs, respectivement. Le troisième single de l'album, Que Tú Te Vas, est sorti la même année, atteignant la sixième place du classement des Hot Latin Songs en 1997, tandis que Todo Por Su Amor est sorti en tant que single promotionnel,.
Pour promouvoir l'album, Miguel a lancé son America Tour (en) où il a tourné dans les pays d'Amérique du Sud, notamment : Chili, Argentine, Uruguay, Paraguay, Pérou, Équateur et Brésil. Selon sa promotrice Irma Laura Lopez, Miguel ne voulait pas tourner aux États-Unis car il faisait une pause dans sa précédente tournée (en) dans le pays. Sa setlist se composait d'airs pop et de ballades de Nada es igual et de ses précédents enregistrements ainsi que de boléros des albums Romance.

## Accueil et récompenses
À sa sortie, Nada es igual a reçu des appréciations défavorables de la part des critiques musicaux. Jose F. Promis, rédacteur en chef d'AllMusic, qui a attribué à l'album 2,5 étoiles sur cinq, a estimé que l'enregistrement était « essentiellement une musique de milieu de gamme, sur le thème de la romance, ce à quoi ses légions de fans s'attendent » avec les « ballades requises », semblables à ses derniers albums studio. John Lannert du magazine Billboard a qualifié Nada es igual de « son plus faible ensemble jamais enregistré » et a déclaré que Miguel « ressemble plus à un conservateur sous-performant » et a critiqué le disque pour ses airs répétitifs de pop rythmée et de R&B, bien que le critique ait loué son chant. Fernando Gonzalez, du Contra Costa Times, a attribué deux étoiles sur quatre à l'album, déplorant que Miguel reste « proche de sa formule » en raison du « mélange caractéristique de ballades puissantes et de R&B-lite ». Il a complimenté la production du disque, mais a déclaré que l'artiste « offre plus de barbe à papa » en mettant en avant Abrázame et la chanson titre comme exemple, qualifiant Dame de funk léger à la Janet Jackson.
Le critique musical du Dallas Morning News, Mario Tarradell, a noté que même si le nom du disque signifie « rien n'est pareil », il a fait remarquer que Miguel « ne s'est pas éloigné » de son style musical sur ses albums pop depuis 20 Años (1990). Bien que Tarradell ait fait l'éloge de la production de Miguel comme étant « superbement travaillée », il a reproché à la musique du disque d'être « totalement sans aventure » et a qualifié les ballades de « complètement décalées ». De même, Ernesto Portillo Jr, qui a attribué deux étoiles sur quatre à ce disque, a écrit pour le San Diego Union-Tribune que l'album aurait dû s'appeler Todo Es Igual (Tout est pareil) en raison de « ses cors funk-lite, sa ligne de basse percutante et ses airs pop peints par des numéros ». Il a reproché à Miguel d'être « redondant et même plat ».
Enrique Lopetegui du Los Angeles Times a attribué 2,5 étoiles sur 4 au disque et a qualifié les paroles de l'album dans des chansons telles que Si Te Vas de « visions unidimensionnelles de loooooove ». Lopetegui a noté qu'en dépit des défauts du disque, il le considérait « bien meilleur que la plupart des offres latines dans ce genre souvent non écoutable » et « moins prévisible que celles de, disons, Cristian ou Enrique Iglesias ». La rédactrice en chef du Orange County Register, Anne Valdespino, qui a attribué au disque quatre des cinq étoiles, a écrit une critique plus positive du disque. Elle a complimenté les chansons comme étant « bien faites, chacune produite à la limite » et a estimé que les chansons rythmées telles que Dame et Si Te Vas « ont des arrangements polis dignes de Quincy Jones ».
Lors de la 39e édition des Grammy Awards en 1997, Nada es igual a reçu une nomination aux Grammy pour la meilleure performance de pop latine, qui a été attribuée à l'album éponyme d'Enrique Iglesias. Lors de la 9e édition des Lo Nuestro Awards, la même année, le disque a été nommé dans la catégorie « Album pop de l'année », mais a été perdu à nouveau face à Iglesias avec l'album Vivir. Aux Eres Awards de 1997, le disque a été élu meilleur disque de l'année, partagé avec Tierna La Noche par Fey (en). La même année, il a été nommé meilleur album latin aux Premios Amigo 1997.

## Ventes
Nada es igual est sorti le 20 août 1996. À sa date de lancement, le groupe musical Warner a expédié plus de 400 000 exemplaires du disque au Mexique et aux États-Unis, où il a débuté à la 28e place du classement Billboard Top Latin Albums la semaine du 31 août 1996, et a atteint le sommet du classement la semaine suivante en remplaçant Macarena Mix,. Il a passé deux semaines en tête des hit-parades avant d'être remplacé par Macarena Non Stop de Los del Río. Il a été certifié or aux États-Unis par la Recording Industry Association of America (RIAA) pour des ventes de 500 000 exemplaires et a terminé l'année 1996 comme le huitième album latin le plus vendu de l'année. En Argentine, le disque a atteint la première place de son classement national et a été certifié 7× platine par la Chambre argentine des producteurs de phonogrammes et de vidéogrammes (CAPIF) pour des ventes de 420 000 exemplaires,. En Espagne, l'album a atteint la deuxième place du classement national, la première place étant occupée par Lunas Rotas de Rosana et a été certifié double platine par PROMUSICAE pour des ventes de 200 000 exemplaires,. Selon Billboard, le disque a atteint des ventes de plus de 125 000 unités au Chili en février 1997. Nada es igual a vendu plus de 1,3 million d'exemplaires dans le monde en 2002.

## Liste des titres
Tous les titres sont produits par Luis Miguel et Kiko Cibrian,.
| No  | Titre                         | Auteur                                                                                 | Durée |
| --- | ----------------------------- | -------------------------------------------------------------------------------------- | ----- |
| 1.  | Si te vas                     | Kiko Cibrian, Orlando Castro, Salvador Tercero                                         | 3:32  |
| 2.  | Abrázame                      | Rudy Pérez, Mark Portmann                                                              | 3:37  |
| 3.  | Dame                          | Alejandro Lerner                                                                       | 4:54  |
| 4.  | Nada es igual                 | Kiko Cibrian, Alejandro Lerner                                                         | 4:25  |
| 5.  | Todo por su amor              | Rudy Pérez, Manuel Lopez                                                               | 3:57  |
| 6.  | Que tú te vas                 | Francisco Céspedes                                                                     | 4:10  |
| 7.  | Sintiéndote lejos             | Kiko Cibrian, Gerardo Flores, Salo Loyo                                                | 4:12  |
| 8.  | Cómo es posible que a mi lado | Luis Miguel, Kiko Cibrian, Alejandro Asensi                                            | 4:14  |
| 9.  | Un día más                    | Luis Miguel, Kiko Cibrian, Alejandro Asensi                                            | 4:05  |
| 10. | Sueña                         | Stephen Schwartz, Alan Menken, Luis Miguel, Kiko Cibrian, Gerardo Flores, Renato Lopez | 4:16  |

## Personnel
Les crédits proviennent d'AllMusic et de la pochette Cd de Nada es igual,.
- Walter Afanasieff - arrangement ( « Sueña »)
- A. Basteri - photographie
- C. Brock - assistant enregistrement
- R. Buchanan - arrangement ( « Un Día Mas »)
- Jorge Calandrelli - coordination musicale
- Ignacio "Kiko" Cibrián -  arrangement, guitare acoustique, producteur, programmation musicale, synthétiseur
- Cleto -  chœurs
- C. Brock - assistant enregistrement
- B. Gardner - mastering
- Jerry Hey -  arrangement, directeur musical
- Michael Landau - guitare
- P. McJenna -  coordinateur projet
- P. McKenna -  ingénieur du son
- Luis Miguel -  chant, producteur
- G. Page - coordinateur
- N. Preston - photographie
- Bill Reikhenbauer -  cuivres
- William Ross -  direction d'orchestre, rhodes
- D. Shumbach -  violoncelle
- G. Vodky -  chœurs

## Classements

### Hebdomadaires
| Hitparade (1996)                      | Meilleur classement | Réf.   |
| ------------------------------------- | ------------------- | ------ |
| Argentine (CAPIF)                     | 1                   | [ 38 ] |
| Espagne (PROMUSICAE)                  | 2                   | [ 40 ] |
| États-Unis Billboard Top Latin Albums | 1                   | [ 46 ] |
| États-Unis Billboard Latin Pop Albums | 1                   | [ 47 ] |
| États-Unis Billboard 200              | 43                  | [ 48 ] |

### Annuels
| Hitparade (1996)                        | Classement | Réf.   |
| --------------------------------------- | ---------- | ------ |
| États-Unis Top Latin Albums (Billboard) | 8          | [ 37 ] |
| États-Unis Latin Pop Albums (Billboard  | 6          | [ 37 ] |

| Hitparade (1997)                        | Classement | Réf.   |
| --------------------------------------- | ---------- | ------ |
| États-Unis Top Latin Albums (Billboard) | 12         | [ 49 ] |
| États-Unis Latin Pop Albums (Billboard  | 10         | [ 49 ] |